# Idiocera sexdentata
Idiocera sexdentata là một loài ruồi trong họ Limoniidae. Chúng phân bố ở miền Cổ bắc.